# Susana Gisbert Grifo
Susana Gisbert Grifo   (València, 1966) és fiscal especialitzada en violència de gènere, portaveu de la Fiscalia Provincial de València i escriptora.
Es va llicenciar en la carrera de Dret per la Universitat de València l'any 1989 i fiscal des de 1992. Va començar exercint com a Fiscal en matèria penal i de protecció de menors en la Fiscalia de l'Audiència Provincial de Castelló el 1993. Entre 1993 a 2008 va exercir el càrrec de Fiscal del Tribunal Superior de Justícia de València adscrita primer a Gandia i després a València pertanyent a la secció de Violència sobre la dona i les seccions especials de Jurado, Víctimes del Delicte i Delictes tecnològics.
Va ser proposada per Podem per a magistrada del Tribunal Constitucional designada per les Corts Valencianes el 2017.

## Publicacions
Susana Gisbert Grifo ha publicat articles d'opinió de tall feminista i jurídic, en diferents mitjans de comunicació com ABC, El Mundo, Levante-EMV, Eldiario.es i el Confidencial. També ha publicat en premsa jurídica especialitzada com Lawpress i a la pàgina WEB UPF. Compta amb una sèrie d'articles sobre la violència de gènere a la web No més Violència de Gènere. Manté un blog.
En el seu vessant d'escriptora ha publicat juntament amb altres escriptors tres col·leccions de relats sota el nom de Bibliocafé. Aquests són: Sesión Continua, Animales en su Tinta y Último encuentro en Bibliocafé. Va publicar el seu primer llibre com a única autora, Mar de Lija en 2016. És una col·lecció de relats sobre les situacions que han de travessar diverses dones per sobreviure en la societat actual.

## Premis i Distincions
Ha guanyat diferents premis de narrativa entre els quals destaquen:
- 1er premi VIII certamen de narrativa breu de l'Ajuntament de València, 2009 (Secció de la Dona, Regidoria de Benestar social).[8]
- 2n premi Certamen de Narrativa Breu Fundació Hugo Zárate 2009.[9]
- 1er premi Certamen de Narrativa Carolina Planells Contra la Violència de Gènere 2012.[7]
- 1er premi Certamen de Relats Curts “Dones” 2013 de la Regidoria de Cultura de l'Ajuntament de Benetússer.[1]